# Acces deschis în Norvegia
Comunicarea academică cu acces deschis din Norvegia poate fi căutată prin Arhiva Norvegiană de Cercetare Deschisă (NORA). „Un consorțiu național de depozitare, BIBSYS Brage, operează un sistem de publicare electronică comun în numele a 56 de instituții.” Academia Cappelen Damm, Universitatea din Tromsø și Universitetsforlaget aparțin Asociației Editorilor Academici cu Acces Deschis. Printre semnatarii norvegieni ai campaniei internaționale „Open Access 2020”, care a fost lansată în anul 2016, se numără CRIStin, Institutul Norvegian de Cercetare în Bioeconomie - abreviat NIBIO ( în engleză), Institutul Norvegian de Paleografie și Filologie Istorică, Universitatea Norvegiană de Știință și Tehnologie și Colegiul de Științe Aplicate a Universităților din Akershus și Oslo, Universitatea din Tromsø, Universitatea din Bergen și Universitatea din Oslo.

## Notă explicativă
1. ↑  "The country’s total scholarly publication output is registered in Ceres (no), formerly CRIStin, the Current Research Information System in Norway."[1]